# Jan van Ryen
Jan van Ryen (fl. años 1620-años 1630) fue un corsario, explorador y colono holandés del siglo XVII. La Compañía Neerlandesa de las Indias Occidentales (WIC en sus siglas neerlandesas) le otorgó una comisión y estuvo activo contra los españoles en las Indias Occidentales durante la década de 1620. Él y Claude Prevost intentaron establecer colonias holandesas en Guyana, aunque ambos fracasaron y la mayoría de los colonos holandeses fueron asesinados por nativos en 1627. Sin embargo, el comerciante zelandés Abraham van Peere pudo fundar una colonia exitosa en el área poco después.

## Biografía
En noviembre de 1626, él y Claude Prevost se presentaron ante la Cámara de Zelanda con una propuesta para establecer una colonia en Guyana y solicitando a la WIC que proporcionara barcos y entre 30 a 40 hombres. El WIC estuvo de acuerdo y, en reuniones separadas del 23 al 26 de noviembre y del 10 al 24 de diciembre, los miembros discutieron dónde enviarlos. Si bien se sugirió que Prevost fuera enviados a los ríos Amazonas, Oyapoque o Esequibo, se decidió finalmente que solo van Ryen colonizaría la rivera del Oyapoque.
El 22 de enero de 1627, Jan van Ryen partió de la ciudad costera de Flesinga con tres barcos y 184 hombres (entre ellos 36 colonos). La pequeña flota estaba comandada por el almirante Hendrick Jacobszoon Lucifer e incluía a Galeyn van Stabels en Vliegende Draeck y Jan Pieterse en el barco Leeuwin (los tres habían visitado el área anteriormente, Lucifer y van Stapels habían conducido la expedición del Capitán Oudaen a Corupa en 1625). Después de dos meses, van Ryen y su expedición llegaron a su destino el 10 de marzo. Poco después de aterrizar, se encontraron con tres europeos que vivían en la zona. Según los informes, uno de los hombres, Jan Hendricksz, había vivido en la jungla durante tanto tiempo que le resultaba casi imposible hablar el idioma holandés. Estos hombres afirmaron ser los miembros sobrevivientes de una colonia holandesa previamente establecida en el río Amazonas por el Capitán Oudaen hacía algún tiempo atrás. Según Hendricksz, la colonia recientemente fundada fue una de varias atacadas por los españoles (o posiblemente por los portugueses). Los holandeses lucharon contra sus atacantes durante medio día y se vieron obligados a huir después de que 7 u 8 hombres murieran en sus lanchas mientras escapaban a un asentamiento inglés cercano donde se refugiarían. Sin embargo, los españoles los siguieron y tanto los holandeses como los ingleses se vieron obligados a luchar. Todos los colonos ingleses fueron asesinados, así como muchos de los holandeses, incluido el capitán Oudaen. Entonces el teniente Pieter Bruyne tomó el mando y partió hacia el río Oyapoque con 46 de los hombres sobrevivientes, sin embargo, fue asesinado por uno de sus sargentos en un motín poco después. Discutiendo entre ellos, los hombres se dividieron en varios grupos y finalmente se establecieron entre las tribus nativas locales, tiempo antes de que la expedición de Jan van Ryen llegara.
Hay relatos diferentes de lo que le sucedió a la colonia establecida por Jan van Ryen. Un relato afirma que Jan van Ryen dejó la colonia en dirección a las Indias Occidentales poco después de su llegada y, en su ausencia, los colonos holandeses comenzaron a luchar con los indígenas Kalina, parte de los pueblos caribes locales. Finalmente, los colonos se vieron obligados a abandonar la colonia cuando la situación se volvió demasiado peligrosa para que se quedaran, debido a los constantes ataque por parte de los indígenas, algunos de los colonos se fueron a las islas de San Vicente y Tobago. Según el historiador holandés Jan Jacob Hartsinck, la colonia "no duró mucho" después de que Jan van Ryen se quedara establecido en ella para gobernar. Aparentemente carecía del "tacto y probablemente trato justo" de Jessé de Forest, quien previamente había intentado fundar un asentamiento el año anterior, ya que "los salvajes se levantaron contra los nuevos colonos, intentaron matar a su gobernador (Jan van Ryen), y demolieron sus casas". Los sobrevivientes construyeron varias balandras con las que abandonaron el área, sin embargo, se dice que solo cuatro o cinco sobrevivieron al ataque indígena. Después de la partida de los colonos, Abraham van Peere obtuvo el permiso de la WIC para iniciar una plantación en las cercanías del río Berbice.
Van Ryen parece haber encontrado el camino de regreso a los Países Bajos. En diciembre de 1630 registró una colonia en "Quaro" con la WIC y el 25 de julio de 1632, la Cámara de Zelanda llegó a un acuerdo con él con respecto al pago de su expedición a Oyapoque. Después de eso no parece haber ningún registro de él.

## Otras lecturas
- Gehring, Charles T. Una guía de manuscritos holandeses relacionados con Nueva Holanda en repositorios de Estados Unidos. Albany, Nueva York: Universidad del Estado de Nueva York, 1978.